# Campiglossa confinis
Campiglossa confinis är en tvåvingeart som först beskrevs av Chen 1938.  Campiglossa confinis ingår i släktet Campiglossa och familjen borrflugor. Inga underarter finns listade.